# Tolnai: A világháború története
A Tolnai: A világháború története egy 20. század elején megjelent nagy terjedelmű történelmi mű volt, tulajdonképpen a Tolnai Világtörténelmének folytatása.
Az 1915 és 1920 között Zigány Árpád tollából, és a Magyar Kereskedelmi Közlöny Hírlap és Könyvkiadó Vállalat jóvoltából megjelent, összességében mintegy 1800 oldal terjedelmű, 5 kötetes, díszes borítójú, nagy képanyaggal rendelkező mű egy alapos történelmi szintézis az első világháborúról. Elektronikusan csak az 1928 és 1930 közötti átdolgozott, 10 kötetes kiadás (Tolnai Nyomdai Műintézet és Kiadóvállalat Részvénytársaság) érhető el az Arcanum honlapján. Reprint kiadásban az 1990-es években a Kassák Könyv- és Lapkiadó Kft. jelentette meg ismét a köteteket. Az egyes kötetek külön címet nem kaptak, csak az a tárgyalt éveket jelezte külön a kiadó.
| Kötetszám | Kötetcím                          | Oldalszám |
| --------- | --------------------------------- | --------- |
| I.        | A világháború története 1914–1915 | 448       |
| II.       | A világháború története 1914–1916 | 398       |
| III.      | A világháború története 1914–1917 | 399       |
| IV.       | A világháború története 1914–1918 | 296       |
| V.        | A világháború története 1914–1918 | 301       |

## Képtár
- Korabeli hirdetés
- A 2. kiadás borítódísze